# .za
.za è il dominio di primo livello nazionale assegnato al Sudafrica.
Originariamente gestito da Uninet, il dominio è stato in seguito trasferito alla organizzazione non profit Uniforum. Nel 2002 è stata istituita la .za Domain Name Authority (ZADNA).